# Rachel Miner
Pour les articles homonymes, voir Miner.
Rachel Miner, née le 29 juillet 1980 à New York est une actrice américaine. Elle fut mariée à Macaulay Culkin de 1998 à 2002.

## Biographie
Rachel Miner voulait être actrice dès l'âge de deux ans. Elle a commencé à travailler avec un entraîneur à huit ans, a obtenu un agent à neuf ans et, à dix ans, avait non seulement travaillé pour Woody Allen, mais avait été choisie pour le rôle de "Michelle Bauer" dans Haine et passion (1952) (un rôle qui a commencé comme récurrent et a évolué vers un rôle contractuel d'une durée de près de cinq ans (1990-1995) et lui a valu trois Young Artist Awards et une nomination aux Emmy).
Née dans une famille du show business, elle représente la troisième génération de Miners à se lancer dans le théâtre, le cinéma et la télévision. Son père, Peter Miner, était un réalisateur lauréat d'un Emmy et un professeur de théâtre renommé à New York (au T. Schreiber Studio), un professeur de réalisation (à l'Université de Columbia) et un coach de théâtre. Sa mère, Diane Miner, écrivaine et réalisatrice off-off-Broadway, a enseigné et coaché le théâtre avec son mari. Ses grands-parents étaient le producteur/réalisateur Worthington Miner et l'actrice Frances Fuller. Son frère est l'acteur Peter Miner.
Rachel a joué des rôles, allant des toxicomanes, des prostituées, des meurtriers et des victimes de meurtre à des mariées innocentes ou des techniciens vétérinaires compréhensifs dans des dizaines de films et de séries télévisées, avec des rôles récurrents en tant que secrétaire ambitieuse et amorale (dans Showtime's Californication (2007) et un démon (dans Supernatural de la CW (2005). 
En plus de son travail cinématographique et télévisuel, Rachel a plusieurs crédits théâtraux remarquables. À quatorze ans, elle est apparue dans "The Way at Naked Angels" de Laura Cahill (1994). Elle a fait ses débuts à Broadway à dix-sept ans, jouant "Margo Frank" à "Anne" de Natalie Portman dans l'adaptation par Wendy Kesselman de "Le journal d'Anne Frank" (1996/97), réalisé par James Lapine. Elle est à l'origine du rôle de "Rivkele" dans l'adaptation par Donald Margulies de "God of Vengeance" de Sholom Asch (2000), mise en scène par Gordon Edelstein à ACT (A Contemporary Theatre) à Seattle. Elle est également à l'origine du rôle de "Sandy" dans "Blue Surge" de Rebecca Gilman (2001), mis en scène par Robert Falls au Goodman Theatre de Chicago (et repris en 2002 au Public Theatre de New York).

## Filmographie

### Cinéma

#### Courts métrages
- 2014 : Elwood de Louis Mandylor : Lulu Palu.
- 2010 : The Love Affair de Travis Huff : Karen Hall.
- 2006 : Grasshopper de Eric Kmetz : Terri.
- 2006 : Onion Underwater de Paul Yates : Tara.

#### Longs métrages
- 2013 : Frank the Bastard de Brad Coley : Clair.
- 2012 : Replicas de Jeremy Power Regimbal : Jane.
- 2011 : Life of Lemon de Randy Kent : Esther.
- 2011 : 51 de Jason Connery : Sgt. Hanna.
- 2009 : L'Effet papillon 3 de Seth Grossman : Jenna Reide.
- 2007 : Cult de Joe Knee : Mindy.
- 2007 : The Memory Thief de Gil Kofman : Mira.
- 2007 : The Blue Hour de Eric Nazarian : Julie.
- 2007 : Tooth and Nail de Mark Young : Neon.
- 2007 : Hide de K.C. Bascombe : Betty.
- 2006 : Penny Dreadful de Richard Brandes : Penny Deerborn.
- 2006 : Le Dahlia noir de Brian De Palma : Martha Linscott.
- 2006 : Thanks to Gravity de Jessica Kavana Dornbusch : Sophia.
- 2006 : Fatwa de John Carter : Cassie Davidson.
- 2006 : The Still Life de Joel Miller : Robin.
- 2005 : Guy in Row Five de Jonathon E. Stewart et Phil Thurman : Jade.
- 2005 : Little Athens de Tom Zuber et Phil Thurman : Allison.
- 2005 : Man of God de Jefery Levy : Karen Cohen.
- 2005 : Circadian Rhythm de René Besson : Sarah.
- 2004 : Haven - L'enfer au paradis de Frank E. Flowers : Eva.
- 2001 : Bully de Larry Clark : Lisa Connelly.
- 1999 : Joe the King de Frank Whaley : Patty.
- 1997 : Henry Fool de Hal Hartley : File dans la librairie n°3.
- 1990 : Alice de Woody Allen : Alice à 12 ans.

### Télévision
- 2020 : Supernatural : The Shadow / Meg (saison 15 épisodes 13, 17 et 18)
- 2011 : Person of Interest saison 1 Episode 13
- 2011 : Esprits criminels : Molly (saison 6, épisode 15)
- 2010 - 2011 : Sons of Anarchy : Dawn Trager (saison 4 et 5)
- 2010 : Cold Case : Affaires classées : Anna Coulson (saison 7, épisode 15)
- 2010 : Super Hero Family : Rebecca Jessup (épisode 5)
- 2009-2013 : Supernatural : Meg Masters (saison 5, 6, 7, 8)
- 2009 : Les Experts : Miami: Tammy Witten (saison 07 épisode 15 : L'avocat du diable)
- 2008 : Fear Itself : Les Maîtres de la peur : Chelsea Épisode 1 Saison 1 : Le Sacrifice
- 2008 : Life : Canyon Flowers (les collectionneurs : saison 2) Squeaky Uhry
- 2007 : Californication : Dani , La secrétaire de Charlie
- 2006 : FBI : Portés disparus : Julia Martique
- 2006 : Les Experts : Valerie Whitehall
- 2005 : Médium : Emilia Purcell
- 2005 : Bones : Mary Costello
- 1999 : Sex and the City : Laurel
- 1992-1995 : Haine et Passion : Michelle

## Distinctions

### Récompenses
- 1992 : Young Artist Awards de la meilleure jeune actrice dans une série télévisée dramatique pour Haine et Passion (1952-2009).
- 1994 : Young Artist Awards de la meilleure jeune actrice dans une série télévisée dramatique pour Haine et Passion (1952-2009).
- 2001 : Festival du film de Stockholm de la meilleure actrice dans un drame pour Bully (2001).
- 2006 : Great Lakes Film Festival de la meilleure actrice dans un drame pour The Still Life (2006).

### Nominations
- 1993 : Soap Opera Digest Awards de la meilleure jeune actrice dans une série télévisée dramatique pour Haine et Passion (1952-2009).
- 1993 : Young Artist Awards de la meilleure jeune actrice dans une série télévisée dramatique pour Haine et Passion (1952-2009).
- 1994 : Soap Opera Digest Awards de la meilleure jeune actrice dans une série télévisée dramatique pour Haine et Passion (1952-2009).
- 1994 : Young Artist Awards de la meilleure jeune actrice dans une série télévisée dramatique pour Haine et Passion (1952-2009).
- Daytime Emmy Awards 1995 : Meilleure jeune actrice dans une série télévisée dramatique pour Haine et Passion (1952-2009).
- 1996 : Young Artist Awards de la meilleure performance pour une jeune actrice dans une série télévisée dramatique pour American Experience (1988-).
- 2006 : FAIF International Film Festival de la meilleure actrice dans un drame pour The Still Life (2006).